# Université Paris-Cité
Ne doit pas être confondu avec Cité internationale universitaire de Paris.
Pour les articles homonymes, voir Université de Paris.
L'université Paris-Cité (stylisé sans le trait d'union) est une université de recherche française créée par décret le 20 mars 2019 en tant qu'établissement expérimental, héritière de la faculté de médecine de Paris avec Sorbonne Université. 
En 2024, selon le classement de Shanghai, elle est la 1re université de France dans toutes les sciences médicales (médecine clinique, santé publique, odontologie, science infirmière, technologie médicale et pharmacie). De plus, elle est la 6e université mondiale en pharmacie et en mathématiques.
L'université Paris-Cité est issue de la fusion des universités Paris-Descartes et Paris-Diderot – créées en 1971 – ainsi que de l'intégration de l'institut de physique du globe de Paris (IPGP) en tant qu'établissement-composante. Elle a été créée sous le nom université de Paris mais a été renommée université Paris-Cité en mars 2022 à la suite d'une décision du Conseil d'État.
Le siège de l'université est situé au cœur de Paris, au sein de l'ancienne École de chirurgie, dans le 6e arrondissement au boulevard Saint-Germain.

## Histoire
Dans le cadre d'un rapprochement entre Sorbonne-Nouvelle, Paris-Descartes et Paris-Diderot à partir du milieu des années 2000, l'association Paris-Centre - Universités est créée en janvier 2006, regroupant Paris-Diderot, Panthéon-Sorbonne et Paris-Descartes, alors que les autres universités parisiennes s'étaient réunies dans Paris Universitas l'année précédente. Paris-Diderot intègre par la suite le projet Sorbonne-Paris-Cité, avec Sorbonne-Nouvelle, Paris-Descartes, Sorbonne-Paris-Nord, SciencesPo ou encore le PRES.
En 2017, Sorbonne-Nouvelle et Sciences Po se retirent du projet de fusion,. L’université de Paris est créée le 20 mars 2019.
Suivant une requête de l'université Panthéon-Assas-Paris-II,, le Conseil d'État annule partiellement le décret fondateur de l'université le 29 décembre 2021.
La dénomination « université Paris-Cité » est finalement choisie le 15 février 2022, et l'établissement est renommé le 4 mars suivant.

## Organisation
L'université Paris-Cité est un établissement public à caractère scientifique, culturel et professionnel expérimental. Elle dispense un enseignement en droit, économie, sciences humaines et sociales, sciences, technologies et médecine.

### Gouvernance
Le 21 juin 2019, Christine Clerici est élue présidente de l'université. Elle nomme Alain Zider, doyen de la Faculté des Sciences ; Xavier Jeunemaitre, doyen de la Faculté de Santé et Sylvain Moutier, doyen de la Faculté Sociétés et Humanités.
Le 8 octobre 2019, Édouard Kaminski est élu vice-président de la recherche, Philippe Roussel-Galle vice-président des formations et Étienne Matignon vice-président étudiants.
Le 31 mars 2023, Christine Clerici quitte ses fonctions de présidente de l'université. La présidence par interim est assurée par Clarisse Berthezène.
Le 22 juin 2023 Édouard Kaminski est élu président de l’université à la majorité absolue au premier tour de l’élection.

## Composantes
Ses UFR et instituts sont regroupés en trois facultés : la faculté de santé (médecine, pharmacie, odontologie) ; la faculté des sociétés et humanités (droit, sciences humaines et sociales, sciences techniques, linguistique et arts) ; la faculté des sciences (mathématiques, physique, chimie, biologie). S'y ajoute l'établissement-composante Institut de physique du globe de Paris.
Elle est associée à l'École nationale supérieure d'architecture de Paris-Val de Seine et à l'Institut Pasteur.

## Implantation

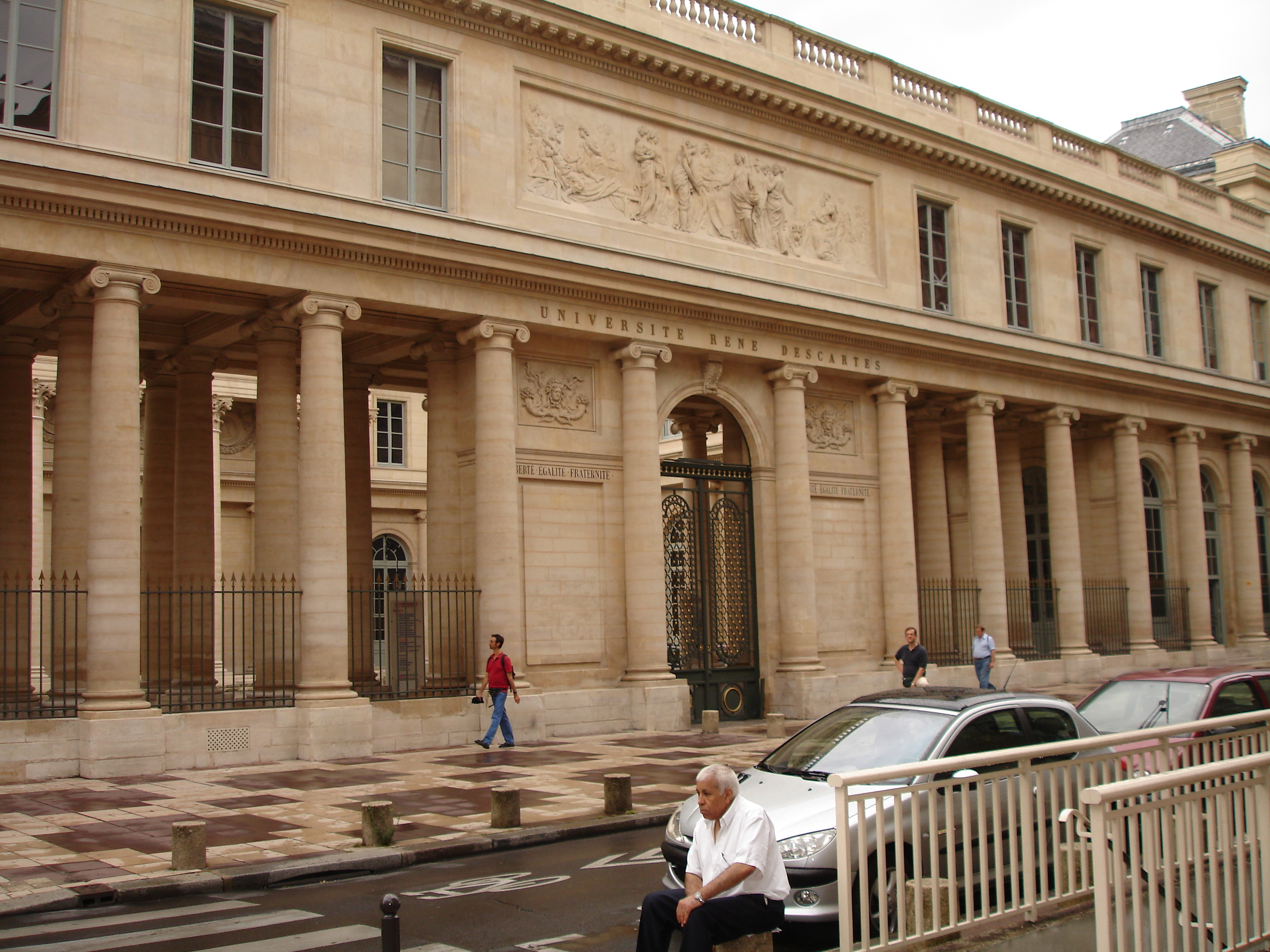
Siège de l'université Paris-Cité - accès par le 12 rue de l'École-de-Médecine, Paris 6e

### Sites
Le siège de l'université Paris-Cité est situé au sein de l'ancienne École de médecine au 85, boulevard Saint-Germain (VIe arrondissement).
Elle compte deux campus : les Grands Moulins dans le XIIIe arrondissement et Saint-Germain-des-Prés dans le VIe.
D'autres sites se trouvent du Ve au XVIIIe arrondissement ainsi que dans la petite couronne (Boulogne-Billancourt, Malakoff, Montrouge, Saint-Maur-des-Fossés), en Île-de-France (Champs-sur-Marne, Fontainebleau), en région Centre-Val de Loire (Chambon-la-Forêt) et en outre-mer (Saint-Denis, Gourbeyre, la Plaine des Cafres).

### Bibliothèques
L'université Paris-Cité compte 22 bibliothèques destinées à la formation mais également à la recherche. Elles sont réparties par discipline.
La Bibliothèque universitaire des langues et civilisations (BULAC), située au Pôle des langues et civilisations sis également rue des Grands-Moulins, est un GIP dont l’université Paris-Cité est l'un des membres avec l'INALCO, l'EPHE, l'EHESS, l'ÉFEO, l'université Panthéon-Sorbonne, l'université Sorbonne-Nouvelle, Sorbonne Université et le CNRS.
La bibliothèque interuniversitaire de santé pour la médecine et l'odontologie, et la pharmacie, occupe deux sites distincts.
La bibliothèque centrale est située sur le campus des Grands-Moulins. Elle occupe 8 000 m2 sur cinq niveaux, et dispose de 1 400 places. Elle compte 180 000 documents.

## Partenariats et échanges

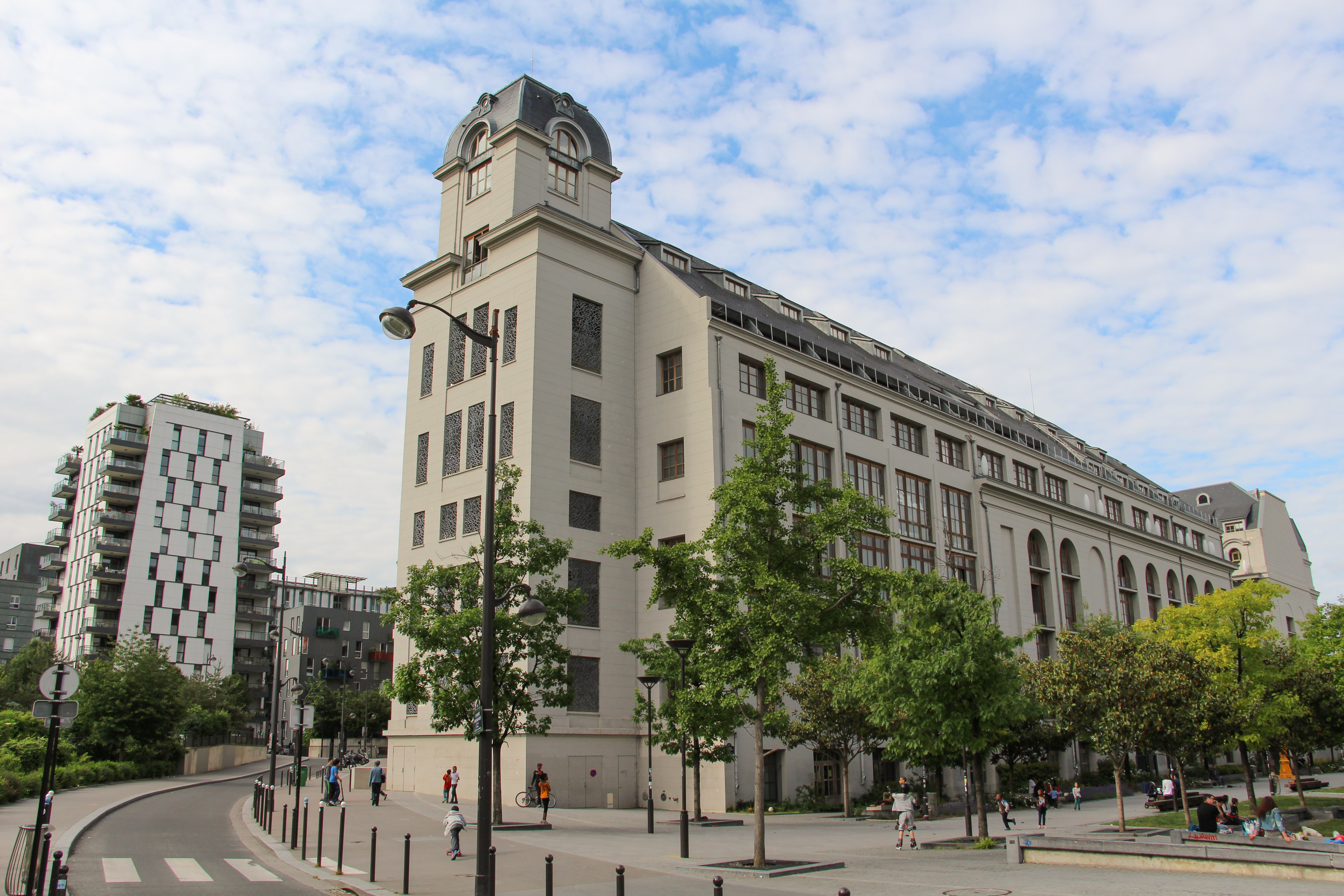
Le campus des Grands Moulins de l'université Paris-Cité.

L'université est membre de la Guilde des universités européennes de recherche.
L'université a 1 104 accords d'échange avec 293 institutions étrangères dans 53 pays, dont 188 avec des universités européennes.
En 2007 un « jardin coréen » a été inauguré par le Premier ministre de Corée du Sud au campus des Grands-Moulins.

### Recherche
Environ 500 thèses et 80 HDR sont délivrées par an. Plus de 80 % de ses enseignants-chercheurs publient régulièrement.
Ses composantes de recherche sont le Centre de recherche interdisciplinaire, l'Institut Cochin et l'Institut Droit et Santé.
Les laboratoires de recherche sont répartis en équipes par discipline,,.
Elle est à l'origine du Prix Diderot Innovation, décerné en 2006, 2007 et 2009 en partenariat avec le CNRS, relancé en décembre 2015.

#### Laboratoires et composantes de recherche
- Centre de recherche interdisciplinaire (Inserm - Université Paris-Cité)
- Anthropologie et histoire des mondes antiques (ANHIMA - UMR 8210)
- Institut Jacques-Monod (CNRS - Université Paris-Cité)
- Institut Cochin (CNRS - Inserm - Université Paris-Cité)
- Centre d'investigation clinique Cochin-Pasteur (Inserm - Institut Pasteur - Université Paris-Cité)
- Institut Droit et Santé (Inserm - Université Paris-Cité)
- Unité de Biologie Fonctionnelle et Adaptative (EAC 4413)
- Matière et systèmes complexes (MSC) (UMR 7057)
- AstroParticule et Cosmologie (APC) (UMR 7164)
- Matériaux et phénomènes quantiques (MPQ) (UMR 7162)
- Astrophysique, interactions, multi-échelles (AIM) (UMR 7158)
- Composante "Didactique des sciences physiques et chimiques" du Laboratoire de Didactique André Revuz (LDAR) (EA 1548)
- Équipe Géophysique spatiale et planétaire de l'Institut de physique du globe de Paris (UMR 7154)
- Équipes de recherche en convention avec l'IPGP et l'ENS
- Laboratoire inter-universitaire des systèmes atmosphériques (LISA)
- Interfaces, Traitements, Organisation et Dynamique des Systèmes (ITODYS) (UMR 7086)
- Laboratoire d'Électrochimie Moléculaire (LEM) (UMR 7591)
- L'Institut français de recherche sur l'Asie de l'Est (IFRAE, UMR 8043, Inalco, Université Paris-Cité, CNRS)
- Le Centre de recherche sur les civilisations de l'Asie orientale (UMR 8155)
- Institut de recherche en informatique fondamentale (IRIF) (UMR 8243)

## Classement
Elle était 4e en France et 65e dans le monde en 2020 dans le classement de Shanghaï, en 2020-2021, 5e française et 43e dans le monde dans le Center for World University Rankings, en 2021, 8e française et 275e dans le monde dans le QS World University Rankings et en 2021 4e française (136e dans le monde) dans le Times Higher Education World University Rankings.
En 2020 elle est classée 2e en France et 143e dans le monde dans le Leiden Ranking se fondant sur les publications.

## Personnalités liées

### Liste des enseignants et anciens enseignants
- George Fitzgerald Smoot, astrophysicien et prix Nobel de physique américain[49].
- Jean Dausset, immunologue, prix Nobel de physiologie ou médecine
- Artur Ávila, mathématicien, médaille Fields
- Dominique Antoine, conseiller-maitre à la Cour des comptes.
- Alain Bentolila, linguiste.
- Patrick Berche, bactériologiste.
- Éric Canal-Forgues, juriste.
- Alain Carpentier[50], cardiologue, prix Albert-Lasker.
- Pierre-Henri Castel, philosophe et psychologue.
- Pascal Chaigneau, juriste, spécialiste de sciences politiques.
- Frédéric Dardel, biologiste moléculaire.
- Erwan Dianteill, ethnologue.
- Alberto Eiguer, institut de psychologie[51]
- Alain Fischer, pédiatre et immunologue, Japan prize.
- Axel Kahn, généticien, membre du conseil d'administration de la CPU et ancien président de l'université.
- Jean-Jacques Lefrère, hématologue, directeur de l'INTS.
- Henri Lôo, PU-PH au centre hospitalier Sainte-Anne, rédacteur en chef de la revue L'Encéphale.
- Jean-Pierre Machelon, juriste.
- Michel Maffesoli, sociologue.
- Daniel Mansuy, membre de l'Académie des sciences.
- Olivier Martin, sociologue.
- André Martinet, linguiste.
- Hervé Morin, homme politique.
- Jean-Pierre Olié, PU-PH, chef de service au SHU du centre hospitalier Sainte-Anne, président de la fondation Pierre-Deniker.
- Jean-Luc Bennhamias, homme politique.
- Claude Allègre, géochimiste et ancien ministre français.
- Luc Ferry, philosophe et ancien ministre français.
- Dominique Pouyaud, juriste.
- Rebecca Rogers, historienne de l'éducation.
- Frédéric Rouvillois, juriste et écrivain.
- Olivier Schwartz, sociologue.
- François de Singly, sociologue.
- Bruno Varet, hématologue.
- Georges Vigarello, historien, directeur d'études cumulant à l'École des hautes études en sciences sociales.
- Yves Charles Zarka, philosophie.
- Michelle Perrot, historienne
- Julia Kristeva, psychanalyste

## Évolution démographique
Évolution démographique de la population universitaire
| 2019   | 2020   | 2021   | 2022   |
| ------ | ------ | ------ | ------ |
| 55 435 | 51 605 | 57 014 | 59 257 |

## Identité visuelle
Le logotype utilisé par l'établissement est composé d’un monogramme, à gauche, et de la dénomination de l'université en deux lignes, à droite. Le monogramme est un entrelacement d’un « U » majuscule (première lettre d'« université ») et de représentations simplifiées de la tour Eiffel et de la Seine (symboles de Paris). Ce monogramme est de couleur bordeaux de référence Pantone 1955C (code hexadécimal : #8A1538) ; la dénomination de couleur noire. Les documents produits par l'université, ainsi que le logotype ci-dessus, utilisent la police d'écriture Lucida dans ses variantes Lucida Sans et Lucida Grande.

Évolution du logotype
Université de Paris, entre 2019 et 2022.
Université Paris-Cité, depuis 2022.